# Clarence Hobart
Clarence Hobart (ur. 27 czerwca 1870 w Waltham; zm. 2 sierpnia 1930 w Asheville) – amerykański tenisista, zwycięzca U.S. National Championships w grze podwójnej i mieszanej.
Poślubił Augustę Schultz, z którą zdobył tytuł mistrza gry mieszanej U.S. National Championships w 1905.

## Kariera tenisowa
Clarence Hobart trzykrotnie został mistrzem U.S. National Championships (obecnie US Open) w konkurencji gry podwójnej i trzy razy przegrał w finale. W grze mieszanej również zdobył trzy mistrzostwa. W singlu został finalistą zawodów raz, w 1891, a w 1905 osiągnął finał pretendentów (finał all comers). Hobart startował także na Wimbledonie, osiągając półfinał singla i finał debla w 1898, a rok później ćwierćfinał gry pojedynczej i ponownie finał gry podwójnej.

### Finały w turniejach wielkoszlemowych

#### Gra pojedyncza (0–1)
| Końcowy wynik | Nr | Data | Turniej                              | Nawierzchnia | Przeciwnik      | Wynik finału            |
| ------------- | -- | ---- | ------------------------------------ | ------------ | --------------- | ----------------------- |
| Finalista     | 1. | 1891 | U.S. National Championships, Newport | Trawiasta    | Oliver Campbell | 6:2, 5:7, 9:7, 1:6, 2:6 |

#### Gra podwójna (3–5)
| Końcowy wynik | Nr | Data | Turniej                              | Nawierzchnia | Partner          | Przeciwnicy                       | Wynik finału            |
| ------------- | -- | ---- | ------------------------------------ | ------------ | ---------------- | --------------------------------- | ----------------------- |
| Finalista     | 1. | 1888 | U.S. National Championships, Newport | Trawiasta    | Edward MacMullen | Oliver Campbell Valentine Hall    | 4:6, 2:6, 2:6           |
| Zwycięzca     | 1. | 1890 | U.S. National Championships, Newport | Trawiasta    | Valentine Hall   | Charles Carver John Ryerson       | 6:3, 4:6, 6:2, 2:6, 6:3 |
| Finalista     | 2. | 1891 | U.S. National Championships, Newport | Trawiasta    | Valentine Hall   | Oliver Campbell Bob Huntington    | 3:6, 4:6, 6:8           |
| Zwycięzca     | 2. | 1893 | U.S. National Championships, Chicago | Trawiasta    | Fred Hovey       | Oliver Campbell Bob Huntington    | 6:3, 6:4, 4:6, 6:2      |
| Zwycięzca     | 3. | 1894 | U.S. National Championships, Newport | Trawiasta    | Fred Hovey       | Carr Neel Sam Neel                | 6:3, 8:6, 6:1           |
| Finalista     | 3. | 1895 | U.S. National Championships, Newport | Trawiasta    | Fred Hovey       | Malcolm Chace Robert Wrenn        | 5:7, 1:6, 6:8           |
| Finalista     | 4. | 1898 | Wimbledon, Londyn                    | Trawiasta    | Harold Nisbet    | Lawrence Doherty Reginald Doherty | 4:6, 4:6, 2:6           |
| Finalista     | 5. | 1899 | Wimbledon, Londyn                    | Trawiasta    | Harold Nisbet    | Lawrence Doherty Reginald Doherty | 5:7, 0:6, 2:6           |

#### Gra mieszana (3–0)
| Końcowy wynik | Nr | Data | Turniej                                 | Nawierzchnia | Partnerka       | Przeciwnicy                      | Wynik finału   |
| ------------- | -- | ---- | --------------------------------------- | ------------ | --------------- | -------------------------------- | -------------- |
| Zwycięzca     | 1. | 1892 | U.S. National Championships, Filadelfia | Trawiasta    | Mabel Cahill    | Elisabeth Moore Rodmond V. Beach | 6:1, 6:3       |
| Zwycięzca     | 2. | 1893 | U.S. National Championships, Filadelfia | Trawiasta    | Ellen Roosevelt | Ethel Bankston Robert N. Willson | 6:1, 4:6, 10:6 |
| Zwycięzca     | 3. | 1905 | U.S. National Championships, Filadelfia | Trawiasta    | Augusta Schultz | Elisabeth Moore Edward Dewhurst  | 6:2, 6:4       |